# Trechispora verruculosa
Trechispora verruculosa är en svampart som först beskrevs av Gordon Herriot Cunningham, och fick sitt nu gällande namn av K.H. Larss. 1996. Enligt Catalogue of Life ingår Trechispora verruculosa i släktet Trechispora,  och familjen Hydnodontaceae, men enligt Dyntaxa är tillhörigheten istället släktet Trechispora,  och familjen Sistotremataceae. Arten är reproducerande i Sverige. Inga underarter finns listade i Catalogue of Life.